# Fédération Internationale de Gymnastique
Die Fédération Internationale de Gymnastique (FIG) ist der Internationale Turnerbund mit Sitz in Lausanne.

## Geschichte
Am 23. Juli 1881 wurde in Lüttich die Fédération Européennes de Gymnastique (FEG) von Nicolas J. Cuperus gegründet. Gründungsmitglieder sind Frankreich, Belgien und die Niederlande.
1921 wird die FEG zur Fédération Internationale de Gymnastique. Zu diesem Zeitpunkt hat die FIG 16 Mitglieder.
Obwohl das Internationale Olympische Komitee die FEG zu den ersten Olympischen Spielen der Neuzeit 1896 zulässt, nimmt diese nicht an den Spielen teil. So finden die Turnwettkämpfe unter der Verantwortung des griechischen Organisationskomitee statt. Erst 1908 beteiligt sich die FEG das erste Mal offiziell an den Olympischen Spielen.
Einen ersten eigenen internationalen Wettbewerb organisiert die FEG 1903 in Antwerpen. Die ersten offiziellen Weltmeisterschaften im Kunstturnen der FIG finden jedoch erst 1931 in Paris statt. Frauen dürfen zunächst nicht an den Weltmeisterschaften teilnehmen. Ab 1934 richtet die FIG dann auch Wettbewerbe für Frauen aus.
Um die Wettbewerbe fair zu gestalten, werden 1949 die ersten Wertungsvorschriften der Männer eingeführt. Heute gibt es für jede Disziplin – das Allgemeine Turnen ausgenommen – einen umfangreichen Wertungskatalog, den sogenannten Code de Pointage.
Um Turner jenseits des Wettbewerbs zusammenzubringen, richtet die FIG 1953 in Rotterdam die erste Gymnaestrada aus. Dieses Turnfest findet von da an alle vier Jahre an wechselnden Standorten statt.
Die FIG beginnt in den folgenden Jahren neben dem Gerätturnen auch weitere Turnsportarten zu vertreten. So werden 1963 in Budapest die ersten Weltmeisterschaften der Rhythmischen Sportgymnastik ausgetragen, 1995 finden die ersten Aerobic-Weltmeisterschaften in Paris statt. Seit 1998 ist die FIG auch der Dachverband der Trampolinturner.
Im Zuge des russischen Überfalls auf die Ukraine 2022 hat die Schweizer Sportministerin Viola Amherd laut dem Tages-Anzeiger im April 2022 dem Präsidenten des Internationalen Olympischen Komitees (IOC) Thomas Bach einen Brief geschrieben, worin sie das IOC auffordert dafür zu sorgen, dass internationale Sportverbände, darunter auch die FIG, russische Funktionäre von ihren Ämtern ausschliessen.

## Kritik
Die FIG möchte der internationale Fachverband für die Sportart Parkour werden. Dagegen hat der Geschäftsführer Eugene Minogue von Parkour UK Klage beim Internationalen Sportgerichtshof eingereicht, wegen der „widerrechtlichen Aneignung und Übernahme“ von Parkour.

## Präsidenten

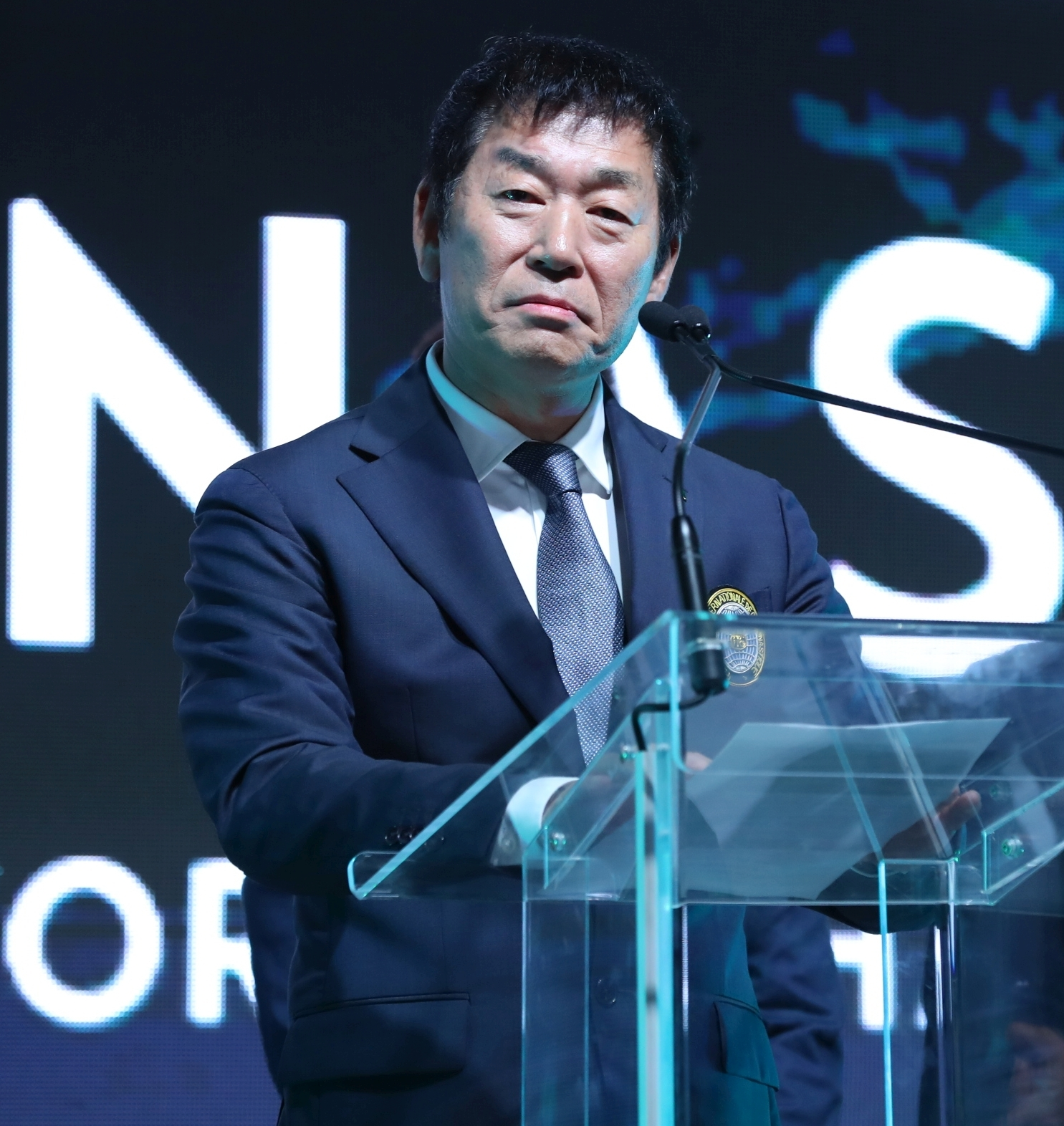
Morinari Watanabe, 2019

- 1881–1924  Nicolas J. Cuperus
- 1924–1933  Charles Cazalet
- 1933–1946  Adam Zamoyski
- 1946–1956  Félix Goblet d’Alviella
- 1956–1966  Charles Thoeni
- 1966–1976  Arthur Gander
- 1976–1996 / Juri Titow
- 1996–2016  Bruno Grandi
- seit 2016  Morinari Watanabe

## Verbände
Der FIG gehören 114 nationale Verbände an. Deutschland wird durch den Deutschen Turner-Bund vertreten, Österreich durch den Österreichischen Fachverband für Turnen und die Schweiz durch den Schweizerischen Turnverband.
Auf kontinentaler Ebene gehören die folgenden Verbände zur FIG:
- Union Panamericana de Gimnasia
- Union Européenne de Gymnastique
- Asian Gymnastic Union
- Union Africaine de Gymnastique

## Disziplinen
Der Verband vertritt verschiedene Turnsportarten. Diese werden in 7 Kategorien zusammengefasst:
- Allgemeines Turnen
- Gerätturnen Männer und Frauen
- Rhythmische Sportgymnastik
- Trampolinturnen
- Aerobicturnen
- Akrobatikturnen
- Parkour